# Операция 1027
Операция 1027 (бирм. ၁၀၂၇ စစ်ဆင်ရေး) была начата 27 октября 2023 года с участием Армии национального демократического альянса Мьянмы, Национально-освободительной армии Таанга и Армии Аракана. Целью операции является освобождение Мьянмы от военной хунты, которая пришла к власти в 2021 году.

## Предыстория
После двух лет настойчивых усилий в различных регионах Мьянмы военные хунты обнаружили, что её ресурсы становятся всё более ограниченными. 9 октября военные атаковали базу Мун Лай Хкьет, расположенную в трёх километрах к северу от Лайзы. Генерал-лейтенант Армии независимости Качина (АНК) Ган Мо заявил в интервью, что конфликт перерос в границы АНК, что потребовало военного противодействия.

### Кибер-мошенничество
Рост индустрии кибермошенничества преследует Мьянму после переворота в феврале 2021 года. Военная хунта сотрудничала с китайскими бандами, чтобы переправить в страну более 120 000 человек, где они были вынуждены работать в бесчеловечных и унижающих достоинство условиях. Эта отрасль принесла хунте и бандам миллиарды долларов дохода. Китай оказывает давление на режим, чтобы тот прекратил эту практику, и активно сотрудничает с Альянсом тройственного братства, все члены которого зависят от Китая в плане военной техники, над освобождением людей, по которым ещё не получены китайские ордера. По данным экстренного заседания Совета национальной обороны и безопасности, лидер хунты Мин Аун Хлайн отметил, что давняя напряженность и мошеннические колл-центры вдоль границы усугубляются китайскими инвестициями.
20 октября попытка побега заключённых из центра кибермошенничества в САЗ Коканг привела к резне, в ходе которой сбежавшие заключённые были убиты охранниками. Объект и военизированные формирования находились под контролем главаря киберпреступности и бывшего члена парламента, выступающего за военные действия, Мин Сюэчана. Более 80 человек были убиты и четверо китайских полицейских под прикрытием были похоронены заживо. Эта резня стала предысторией к операции 1027.

## История

### Октябрь
С 26 по 30 октября как минимум 170 солдат военных хунты Мьянмы были убиты в результате деятельности сил сопротивления Альянса.

### Ноябрь
7 ноября повстанческие группировки на юге объявили о начале операции 1107 в поддержку операции 1027, особое внимание которой было уделено штату Кая.
Повстанцы заявляли о своих победах, и даже военная хунта 2 ноября 2023 года признала потерю контроля над тремя населёнными пунктами, один из которых находится на границе с Китаем у важного пограничного перехода. Сообщается о многих случаях сдачи солдат сил военной хунты и полицейских повстанцам.